# Volta a Espanha de 2019
A 74.ª edição da Volta a Espanha celebrou-se entre 24 de agosto e 15 de setembro de 2019 com início nas Salinas da cidade alicantina de Torrevieja e finalizará em Madri em Espanha. O percurso consta de um total de 21 etapas sobre uma distância total de 3272,2 km.
A carreira faz parte do circuito UCI World Tour de 2019 dentro da categoria 2.uwT. O vencedor da classificação geral foi o esloveno Primož Roglič da Jumbo-Visma. Completaram o pódio o espanhol Alejandro Valverde da Movistar e o também esloveno Tadej Pogačar da UAE Emirates.

## Equipas participantes
Para outros detalhes, ver seção: Ciclistas participantes e posições finais
Tomaram a partida um total de 22 equipas, dos quais assistem por direito próprio as dezoito equipas de categoria UCI World Team e quatro equipas de categoria Profissional Continental, quem conformaram um pelotão de 176 ciclistas. As equipas participantes foram:
| Equipes WorldTeam (18)- AG2R La Mondiale - Astana - Bahrain-Merida - Bora-hansgrohe - CCC Team - Dimension Data - EF Education First - Groupama-FDJ - Team Jumbo-Visma - Lotto Soudal - Mitchelton-Scott - Movistar Team - Deceuninck-Quick Step - Katusha-Alpecin - Ineos - Team Sunweb - Trek-Segafredo - UAE Team Emirates Equipes profissionais Continentais (4)- Burgos-BH - Caja Rural-Seguros RGA - Cofidis, Solutions Crédits - Euskadi Basque Country-Murias |
| |

## Favoritos
Primož Roglič (29 anos). O ciclista esloveno da Jumbo-Visma terminou terceiro no Giro deste ano e correrá pela primeira vez a volta.
 Miguel Ángel López (25 anos). Ficou sétimo no Giro de 2019 e procurará melhorar a terceira posição que obteve no ano passado na volta.
 Steven Kruijswijk (32 anos). Recente pódio do Tour de France no terceiro lugar, procurará melhorar a quarta posição que obteve na volta do ano anterior. Será uma das bazas do Jumbo -Visma junto com Roglič.
 Alejandro Valverde (39 anos). Seis vezes tem subido ao pódio da Volta, incluindo a vitória em 2009. No ano passado, pese a sua idade, trunfo de ser o melhor ciclista do ranking mundial da UCI.
 Nairo Quintana (29 anos). Ganhador da volta em 2016, aspira terminar da melhor maneira a sua vinculação com a Movistar, conseguindo sua segunda vitória na rodada ibéria. Ainda que os seus antecedentes dos dois últimos anos não têm sido os melhores, não se lhe pode descartar.
Outros ciclistas a seguir são: Íon Izagirre, Fabio Aru, Wilco Kelderman, os colombianos Rigoberto Urán e Esteban Chaves, e finalmente os jovens Tadej Pogačar e Tao Geoghegan Hart.

## Percurso
| Etapa | Data      | Percurso                                          | type                       | Distância (km) | Vencedor           | Líder geral        |
| ----- | --------- | ------------------------------------------------- | -------------------------- | -------------- | ------------------ | ------------------ |
| 1     | 24 ago.   | Torrevieja – Torrevieja                           | contrarrelógio por equipes | 13,4           | Astana             | Miguel Ángel López |
| 2     | 25 ago.   | Benidorm – Calp                                   | média montanha             | 199,6          | Nairo Quintana     | Nicolas Roche      |
| 3     | 26 ago.   | Ibi – Alicante                                    | etapa plana                | 188            | Sam Bennett        | Nicolas Roche      |
| 4     | 27 ago.   | Cullera – el Puig de Santa Maria                  | etapa plana                | 175,5          | Fabio Jakobsen     | Nicolas Roche      |
| 5     | 28 ago.   | l'Eliana – Observatório Astrofísico de Javalambre | média montanha             | 170,7          | Ángel Madrazo      | Miguel Ángel López |
| 6     | 29 ago.   | Mora de Rubielos – Ares del Maestre               | média montanha             | 198,9          | Jesús Herrada      | Dylan Teuns        |
| 7     | 30 ago.   | Onda – Lucena del Cid                             | alta montanha              | 183,2          | Alejandro Valverde | Miguel Ángel López |
| 8     | 31 ago.   | Valls – Igualada                                  | média montanha             | 166,9          | Nikias Arndt       | Nicolas Edet       |
| 9     | 1 set.    | Andorra-a-Velha – Els Cortals d'Encamp            | alta montanha              | 94,4           | Tadej Pogačar      | Nairo Quintana     |
|       | 2 de set  | Dia de descanso                                   | Dia de descanso            |                |                    |                    |
| 10    | 3 set.    | Jurançon – Pau                                    | contrarrelógio individual  | 36,2           | Primož Roglič      | Primož Roglič      |
| 11    | 4 set.    | Saint-Palais – Urdax                              | média montanha             | 180            | Mikel Iturria      | Primož Roglič      |
| 12    | 5 set.    | Los Arcos – Bilbau                                | média montanha             | 171,4          | Philippe Gilbert   | Primož Roglič      |
| 13    | 6 set.    | Bilbau – Los Machucos                             | alta montanha              | 166,4          | Tadej Pogačar      | Primož Roglič      |
| 14    | 7 set.    | San Vicente de la Barquera – Oviedo               | etapa plana                | 188            | Sam Bennett        | Primož Roglič      |
| 15    | 8 set.    | Tineo – Santuario de Nuestra Señora del Acebo     | alta montanha              | 154,4          | Sepp Kuss          | Primož Roglič      |
| 16    | 9 set.    | Pravia – Puertu de la Cubieḷḷa                    | alta montanha              | 144,4          | Jakob Fuglsang     | Primož Roglič      |
|       | 10 de set | Dia de descanso                                   | Dia de descanso            |                |                    |                    |
| 17    | 11 set.   | Aranda do Douro – Guadalajara                     | etapa plana                | 219,6          | Philippe Gilbert   | Primož Roglič      |
| 18    | 12 set.   | Colmenar Viejo – Becerril de la Sierra            | alta montanha              | 177,5          | Sergio Higuita     | Primož Roglič      |
| 19    | 13 set.   | Ávila – Toledo                                    | etapa plana                | 165,2          | Rémi Cavagna       | Primož Roglič      |
| 20    | 14 set.   | Arenas de San Pedro – Plataforma de Gredos        | alta montanha              | 190,4          | Tadej Pogačar      | Primož Roglič      |
| 21    | 15 set.   | Fuenlabrada – Madri                               | etapa plana                | 106,6          | Fabio Jakobsen     | Primož Roglič      |

## Classificações finais
As classificações finalizaram da seguinte forma:

### Classificação geral
| \| Classificação geral \| Classificação geral \| Classificação geral \| Classificação geral \| Classificação geral \| \| Ciclista \| Ciclista \| Equipe \| Tempo \| \| \| ------------------- \| ------------------- \| -------------------------- \| ------------------- \| ------------------- \| \| 1. \| Primož Roglič \| Team Jumbo-Visma \| 83h07m31s \| \| \| 2. \| Alejandro Valverde \| Movistar Team \| + 2m16s \| \| \| 3. \| Tadej Pogačar \| UAE Team Emirates \| + 2m38s \| \| \| 4. \| Nairo Quintana \| Movistar Team \| + 3m29s \| \| \| 5. \| Miguel Ángel López \| Astana \| + 4m31s \| \| \| 6. \| Rafał Majka \| Bora-Hansgrohe \| + 7m16s \| \| \| 7. \| Wilco Kelderman \| Team Sunweb \| + 9m47s \| \| \| 8. \| Carl Fredrik Hagen \| Lotto-Soudal \| + 12m54s \| \| \| 9. \| Marc Soler \| Movistar Team \| + 22m10s \| \| \| 10. \| Mikel Nieve \| Mitchelton-Scott \| + 22m17s \| \| \| 11. \| James Knox \| Deceuninck-Quick Step \| + 22m52s \| \| \| 12. \| Dylan Teuns \| Bahrain-Merida \| + 23m49s \| \| \| 13. \| Jakob Fuglsang \| Astana \| + 26m32s \| \| \| 14. \| Sergio Higuita \| EF Education First \| + 32m17s \| \| \| 15. \| Hermann Pernsteiner \| Bahrain-Merida \| + 33m23s \| \| \| 16. \| Ion Izagirre \| Astana \| + 42m00s \| \| \| 17. \| Ruben Guerreiro \| Katusha-Alpecin \| + 42m05s \| \| \| 18. \| Nicolas Edet \| Cofidis, Solutions Crédits \| + 46m07s \| \| \| 19. \| Esteban Chaves \| Mitchelton-Scott \| + 52m46s \| \| \| 20. \| Tao Geoghegan Hart \| Team Ineos \| + 1h04m04s \| \| |                     |                            |            |
| |                     |                            |            |
| Fonte: ProCyclingStats |                     |                            |            |
| Classificação geral |                     |                            |            |
| Ciclista | Ciclista            | Equipe                     | Tempo      |
| 1. | Primož Roglič       | Team Jumbo-Visma           | 83h07m31s  |
| 2. | Alejandro Valverde  | Movistar Team              | + 2m16s    |
| 3. | Tadej Pogačar       | UAE Team Emirates          | + 2m38s    |
| 4. | Nairo Quintana      | Movistar Team              | + 3m29s    |
| 5. | Miguel Ángel López  | Astana                     | + 4m31s    |
| 6. | Rafał Majka         | Bora-Hansgrohe             | + 7m16s    |
| 7. | Wilco Kelderman     | Team Sunweb                | + 9m47s    |
| 8. | Carl Fredrik Hagen  | Lotto-Soudal               | + 12m54s   |
| 9. | Marc Soler          | Movistar Team              | + 22m10s   |
| 10. | Mikel Nieve         | Mitchelton-Scott           | + 22m17s   |
| 11. | James Knox          | Deceuninck-Quick Step      | + 22m52s   |
| 12. | Dylan Teuns         | Bahrain-Merida             | + 23m49s   |
| 13. | Jakob Fuglsang      | Astana                     | + 26m32s   |
| 14. | Sergio Higuita      | EF Education First         | + 32m17s   |
| 15. | Hermann Pernsteiner | Bahrain-Merida             | + 33m23s   |
| 16. | Ion Izagirre        | Astana                     | + 42m00s   |
| 17. | Ruben Guerreiro     | Katusha-Alpecin            | + 42m05s   |
| 18. | Nicolas Edet        | Cofidis, Solutions Crédits | + 46m07s   |
| 19. | Esteban Chaves      | Mitchelton-Scott           | + 52m46s   |
| 20. | Tao Geoghegan Hart  | Team Ineos                 | + 1h04m04s |

### Classificação por pontos
| Classificação por pontos | Classificação por pontos | Classificação por pontos | Classificação por pontos | Classificação por pontos |
| Ciclista                 | Ciclista                 | Equipe                   | Pontos                   |                          |
| ------------------------ | ------------------------ | ------------------------ | ------------------------ | ------------------------ |
| 1.                       | Primož Roglič            | Team Jumbo-Visma         | 155 pts                  |                          |
| 2.                       | Tadej Pogačar            | UAE Team Emirates        | 136 pts                  |                          |
| 3.                       | Sam Bennett              | Bora-Hansgrohe           | 134 pts                  |                          |
| 4.                       | Alejandro Valverde       | Movistar Team            | 132 pts                  |                          |
| 5.                       | Nairo Quintana           | Movistar Team            | 100 pts                  |                          |
| 6.                       | Miguel Ángel López       | Astana                   | 76 pts                   |                          |
| 7.                       | Philippe Gilbert         | Deceuninck-Quick Step    | 73 pts                   |                          |
| 8.                       | Dylan Teuns              | Bahrain-Merida           | 69 pts                   |                          |
| 9.                       | Tosh Van der Sande       | Lotto-Soudal             | 63 pts                   |                          |
| 10.                      | Sergio Higuita           | EF Education First       | 62 pts                   |                          |

### Classificação da montanha
| Classificação da montanha | Classificação da montanha | Classificação da montanha     | Classificação da montanha | Classificação da montanha |
| Ciclista                  | Ciclista                  | Equipe                        | Pontos                    |                           |
| ------------------------- | ------------------------- | ----------------------------- | ------------------------- | ------------------------- |
| 1.                        | Geoffrey Bouchard         | AG2R La Mondiale              | 76 pts                    |                           |
| 2.                        | Ángel Madrazo             | Burgos-BH                     | 44 pts                    |                           |
| 3.                        | Sergio Samitier           | Euskadi Basque Country-Murias | 42 pts                    |                           |
| 4.                        | Tadej Pogačar             | UAE Team Emirates             | 38 pts                    |                           |
| 5.                        | Tao Geoghegan Hart        | Team Ineos                    | 35 pts                    |                           |
| 6.                        | Wout Poels                | Team Ineos                    | 31 pts                    |                           |
| 7.                        | Alejandro Valverde        | Movistar Team                 | 29 pts                    |                           |
| 8.                        | Sergio Henao              | UAE Team Emirates             | 27 pts                    |                           |
| 9.                        | Jakob Fuglsang            | Astana                        | 24 pts                    |                           |
| 10.                       | Mikel Bizkarra            | Euskadi Basque Country-Murias | 22 pts                    |                           |

### Classificação dos jovens
| Classificação dos jovens | Classificação dos jovens     | Classificação dos jovens      | Classificação dos jovens | Classificação dos jovens |
| Ciclista                 | Ciclista                     | Equipe                        | Tempo                    |                          |
| ------------------------ | ---------------------------- | ----------------------------- | ------------------------ | ------------------------ |
| 1.                       | Tadej Pogačar                | UAE Team Emirates             | 83h10m09s                |                          |
| 2.                       | Miguel Ángel López           | Astana                        | + 1m53s                  |                          |
| 3.                       | James Knox                   | Deceuninck-Quick Step         | + 20m14s                 |                          |
| 4.                       | Sergio Higuita               | EF Education First            | + 29m39s                 |                          |
| 5.                       | Ruben Guerreiro              | Katusha-Alpecin               | + 39m27s                 |                          |
| 6.                       | Tao Geoghegan Hart           | Team Ineos                    | + 1h01m26s               |                          |
| 7.                       | Kilian Frankiny              | Groupama-FDJ                  | + 1h09m04s               |                          |
| 8.                       | Óscar Rodríguez Garaicoechea | Euskadi Basque Country-Murias | + 1h10m36s               |                          |
| 9.                       | Ben O'Connor                 | Dimension Data                | + 1h23m15s               |                          |
| 10.                      | Sepp Kuss                    | Team Jumbo-Visma              | + 1h32m55s               |                          |

### Classificação por equipas
| Classificação por equipes | Classificação por equipes     | Classificação por equipes | Classificação por equipes |
| Equipe                    | Equipe                        | Tempo                     |                           |
| ------------------------- | ----------------------------- | ------------------------- | ------------------------- |
| 1.                        | Movistar Team                 | 248h26m24s                |                           |
| 2.                        | Astana                        | + 51m38s                  |                           |
| 3.                        | Team Jumbo-Visma              | + 2h04m33s                |                           |
| 4.                        | Mitchelton-Scott              | + 2h26m47s                |                           |
| 5.                        | AG2R La Mondiale              | + 3h14m43s                |                           |
| 6.                        | Team Sunweb                   | + 3h20m18s                |                           |
| 7.                        | Euskadi Basque Country-Murias | + 3h39m09s                |                           |
| 8.                        | Bahrain-Merida                | + 3h45m14s                |                           |
| 9.                        | Dimension Data                | + 3h56m09s                |                           |
| 10.                       | Ineos                         | + 4h01m02s                |                           |

## Evolução das classificações
| Etapa                 | Vencedor              | Classificação geral | Classificação por pontos | Classificação da montanha | Classificação dos jovens | Classificação por equipas | Prêmio da combatividade |
| --------------------- | --------------------- | ------------------- | ------------------------ | ------------------------- | ------------------------ | ------------------------- | ----------------------- |
| 1.ª                   | Astana                | Miguel Ángel López  | Miguel Ángel López       | Miguel Ángel López        | Miguel Ángel López       | Astana                    | não se entregou         |
| 2.ª                   | Nairo Quintana        | Nicolas Roche       | Nairo Quintana           | Ángel Madrazo             | Miguel Ángel López       | Sunweb                    | Ángel Madrazo           |
| 3.ª                   | Sam Bennett           | Nicolas Roche       | Nairo Quintana           | Ángel Madrazo             | Miguel Ángel López       | Sunweb                    | Ángel Madrazo           |
| 4.ª                   | Fabio Jakobsen        | Nicolas Roche       | Sam Bennett              | Ángel Madrazo             | Miguel Ángel López       | Sunweb                    | Jorge Cubero            |
| 5.ª                   | Ángel Madrazo         | Miguel Ángel López  | Sam Bennett              | Ángel Madrazo             | Miguel Ángel López       | Movistar                  | José Herrada            |
| 6.ª                   | Jesús Herrada         | Dylan Teuns         | Sam Bennett              | Ángel Madrazo             | Miguel Ángel López       | Movistar                  | Jesús Herrada           |
| 7.ª                   | Alejandro Valverde    | Miguel Ángel López  | Nairo Quintana           | Ángel Madrazo             | Miguel Ángel López       | Movistar                  | Sergio Henao            |
| 8.ª                   | Nikias Arndt          | Nicolas Edet        | Nairo Quintana           | Ángel Madrazo             | Miguel Ángel López       | Movistar                  | David de la Cruz        |
| 9.ª                   | Tadej Pogačar         | Nairo Quintana      | Nairo Quintana           | Ángel Madrazo             | Miguel Ángel López       | Movistar                  | Geoffrey Bouchard       |
| 10.ª                  | Primož Roglič         | Primož Roglič       | Primož Roglič            | Ángel Madrazo             | Miguel Ángel López       | Movistar                  | Primož Roglič           |
| 11.ª                  | Mikel Iturria         | Primož Roglič       | Primož Roglič            | Ángel Madrazo             | Miguel Ángel López       | Movistar                  | Alex Aranburu           |
| 12.ª                  | Philippe Gilbert      | Primož Roglič       | Primož Roglič            | Ángel Madrazo             | Miguel Ángel López       | Movistar                  | Philippe Gilbert        |
| 13.ª                  | Tadej Pogačar         | Primož Roglič       | Primož Roglič            | Ángel Madrazo             | Tadej Pogačar            | Movistar                  | Héctor Sáez             |
| 14.ª                  | Sam Bennett           | Primož Roglič       | Primož Roglič            | Ángel Madrazo             | Tadej Pogačar            | Movistar                  | Diego Rubio             |
| 15.ª                  | Sepp Kuss             | Primož Roglič       | Primož Roglič            | Ángel Madrazo             | Tadej Pogačar            | Movistar                  | Sergio Samitier         |
| 16.ª                  | Jakob Fuglsang        | Primož Roglič       | Primož Roglič            | Geoffrey Bouchard         | Tadej Pogačar            | Movistar                  | Ángel Madrazo           |
| 17.ª                  | Philippe Gilbert      | Primož Roglič       | Primož Roglič            | Geoffrey Bouchard         | Tadej Pogačar            | Movistar                  | Nairo Quintana          |
| 18.ª                  | Sergio Higuita        | Primož Roglič       | Primož Roglič            | Geoffrey Bouchard         | Miguel Ángel López       | Movistar                  | Sergio Higuita          |
| 19.ª                  | Rémi Cavagna          | Primož Roglič       | Primož Roglič            | Geoffrey Bouchard         | Miguel Ángel López       | Movistar                  | Rémi Cavagna            |
| 20.ª                  | Tadej Pogačar         | Primož Roglič       | Primož Roglič            | Geoffrey Bouchard         | Tadej Pogačar            | Movistar                  | Tao Geoghegan Hart      |
| 21.ª                  | Fabio Jakobsen        | Primož Roglič       | Primož Roglič            | Geoffrey Bouchard         | Tadej Pogačar            | Movistar                  | não se entregou         |
| Classificações finais | Classificações finais | Primož Roglič       | Primož Roglič            | Geoffrey Bouchard         | Tadej Pogačar            | Movistar                  | Miguel Ángel López      |

## Ciclistas participantes e posições finais
| Movistar Team MOV | Movistar Team MOV        | Movistar Team MOV |
| ----------------- | ------------------------ | ----------------- |
| Num               | Ciclista                 | Pos               |
| 1                 | Alejandro Valverde (ESP) | 2.                |
| 2                 | Jorge Arcas (ESP)        | 93.               |
| 3                 | José Joaquín Rojas (ESP) | 30.               |
| 4                 | Imanol Erviti (ESP)      | 64.               |
| 5                 | Nelson Oliveira (POR)    | 46.               |
| 6                 | Antonio Pedrero (ESP)    | 43.               |
| 7                 | Nairo Quintana (COL)     | 4.                |
| 8                 | Marc Soler (ESP)         | 9.                |

| AG2R La Mondiale ALM | AG2R La Mondiale ALM    | AG2R La Mondiale ALM |
| -------------------- | ----------------------- | -------------------- |
| Num                  | Ciclista                | Pos                  |
| 11                   | Pierre Latour (FRA)     | 35.                  |
| 12                   | François Bidard (FRA)   | 24.                  |
| 13                   | Geoffrey Bouchard (FRA) | 47.                  |
| 14                   | Clément Chevrier (FRA)  | 59.                  |
| 15                   | Silvan Dillier (SUI)    | 72.                  |
| 16                   | Dorian Godon (FRA)      | 77.                  |
| 17                   | Quentin Jauregui (FRA)  | 81.                  |
| 18                   | Clément Venturini (FRA) | 90.                  |

| Astana AST | Astana AST               | Astana AST |
| ---------- | ------------------------ | ---------- |
| Num        | Ciclista                 | Pos        |
| 21         | Miguel Ángel López (COL) | 5.         |
| 22         | Manuele Boaro (ITA)      | 128.       |
| 23         | Dario Cataldo (ITA)      | 68.        |
| 24         | Omar Fraile (ESP)        | 79.        |
| 25         | Jakob Fuglsang (DEN)     | 13.        |
| 26         | Gorka Izagirre (ESP)     | 53.        |
| 27         | Ion Izagirre (ESP)       | 16.        |
| 28         | Luis León Sánchez (ESP)  | 23.        |

| Bahrain-Merida TBM | Bahrain-Merida TBM        | Bahrain-Merida TBM |
| ------------------ | ------------------------- | ------------------ |
| Num                | Ciclista                  | Pos                |
| 31                 | Mark Padun (UKR)          | 84.                |
| 32                 | Yukiya Arashiro (JPN)     | 110.               |
| 33                 | Phil Bauhaus (GER)        | DNF-9              |
| 34                 | Heinrich Haussler (AUS)   | 132.               |
| 35                 | Domen Novak (SLO)         | 123.               |
| 36                 | Hermann Pernsteiner (AUT) | 15.                |
| 37                 | Luka Pibernik (SLO)       | 109.               |
| 38                 | Dylan Teuns (BEL)         | 12.                |

| Bora-Hansgrohe BOH | Bora-Hansgrohe BOH        | Bora-Hansgrohe BOH |
| ------------------ | ------------------------- | ------------------ |
| Num                | Ciclista                  | Pos                |
| 41                 | Rafał Majka (POL)         | 6.                 |
| 42                 | Shane Archbold (NZL)      | 151.               |
| 43                 | Sam Bennett (IRL)         | 134.               |
| 44                 | Jean-Pierre Drucker (LUX) | NP-20              |
| 45                 | Davide Formolo (ITA)      | NP-7               |
| 46                 | Felix Großschartner (AUT) | 36.                |
| 47                 | Gregor Mühlberger (AUT)   | DNF-5              |
| 48                 | Paweł Poljański (POL)     | 57.                |

| CCC Team CCC | CCC Team CCC               | CCC Team CCC |
| ------------ | -------------------------- | ------------ |
| Num          | Ciclista                   | Pos          |
| 51           | Víctor de la Parte (ESP)   | DNF-6        |
| 52           | William Barta (USA)        | 131.         |
| 53           | Paweł Bernas (POL)         | 149.         |
| 54           | Patrick Bevin (NZL)        | NP-15        |
| 55           | Jonas Koch (GER)           | 60.          |
| 56           | Szymon Sajnok (POL)        | 142.         |
| 57           | Nathan Van Hooydonck (BEL) | 114.         |
| 58           | Francisco Ventoso (ESP)    | 97.          |

| Deceuninck-Quick Step DQT | Deceuninck-Quick Step DQT | Deceuninck-Quick Step DQT |
| ------------------------- | ------------------------- | ------------------------- |
| Num                       | Ciclista                  | Pos                       |
| 61                        | Philippe Gilbert (BEL)    | 32.                       |
| 62                        | Eros Capecchi (ITA)       | 121.                      |
| 63                        | Rémi Cavagna (FRA)        | 52.                       |
| 64                        | Tim Declercq (BEL)        | 78.                       |
| 65                        | Fabio Jakobsen (NED)      | 145.                      |
| 66                        | James Knox (GBR)          | 11.                       |
| 67                        | Maximiliano Richeze (ARG) | 148.                      |
| 68                        | Zdeněk Štybar (CZE)       | 55.                       |

| EF Education First EF1 | EF Education First EF1       | EF Education First EF1 |
| ---------------------- | ---------------------------- | ---------------------- |
| Num                    | Ciclista                     | Pos                    |
| 71                     | Rigoberto Urán (COL)         | DNF-6                  |
| 72                     | Hugh Carthy (GBR)            | DNF-6                  |
| 73                     | Lawson Craddock (USA)        | 58.                    |
| 74                     | Mitchell Docker (AUS)        | 122.                   |
| 75                     | Sergio Higuita (COL)         | 14.                    |
| 76                     | Daniel Felipe Martínez (COL) | 41.                    |
| 77                     | Logan Owen (USA)             | 126.                   |
| 78                     | Tejay van Garderen (USA)     | DNF-7                  |

| Groupama-FDJ GFC | Groupama-FDJ GFC        | Groupama-FDJ GFC |
| ---------------- | ----------------------- | ---------------- |
| Num              | Ciclista                | Pos              |
| 81               | Marc Sarreau (FRA)      | 139.             |
| 82               | Bruno Armirail (FRA)    | 91.              |
| 83               | Mickaël Delage (FRA)    | DNF-3            |
| 84               | Kilian Frankiny (SUI)   | 21.              |
| 85               | Tobias Ludvigsson (SWE) | 44.              |
| 86               | Steve Morabito (SUI)    | 67.              |
| 87               | Romain Seigle (FRA)     | 80.              |
| 88               | Benjamin Thomas (FRA)   | NP-12            |

| Lotto-Soudal LTS | Lotto-Soudal LTS         | Lotto-Soudal LTS |
| ---------------- | ------------------------ | ---------------- |
| Num              | Ciclista                 | Pos              |
| 91               | Thomas De Gendt (BEL)    | 56.              |
| 92               | Sander Armée (BEL)       | 73.              |
| 93               | Carl Fredrik Hagen (NOR) | 8.               |
| 94               | Tomasz Marczyński (POL)  | 74.              |
| 95               | Tosh Van der Sande (BEL) | 65.              |
| 96               | Brian van Goethem (NED)  | DNF-15           |
| 97               | Harm Vanhoucke (BEL)     | 115.             |
| 98               | Jelle Wallays (BEL)      | 144.             |

| Mitchelton-Scott MTS | Mitchelton-Scott MTS | Mitchelton-Scott MTS |
| -------------------- | -------------------- | -------------------- |
| Num                  | Ciclista             | Pos                  |
| 101                  | Esteban Chaves (COL) | 19.                  |
| 102                  | Sam Bewley (NZL)     | 100.                 |
| 103                  | Tsgabu Grmay (ETH)   | 62.                  |
| 104                  | Damien Howson (AUS)  | 49.                  |
| 105                  | Luka Mezgec (SLO)    | DNF-14               |
| 106                  | Mikel Nieve (ESP)    | 10.                  |
| 107                  | Nick Schultz (AUS)   | 63.                  |
| 108                  | Dion Smith (NZL)     | 83.                  |

| Dimension Data TDD | Dimension Data TDD           | Dimension Data TDD |
| ------------------ | ---------------------------- | ------------------ |
| Num                | Ciclista                     | Pos                |
| 111                | Louis Meintjes (RSA)         | 51.                |
| 112                | Nicholas Dlamini (RSA)       | 107.               |
| 113                | Amanuel Gebrezgabihier (ERI) | DNF-18             |
| 114                | Edvald Boasson Hagen (NOR)   | 96.                |
| 115                | Benjamin King (USA)          | 38.                |
| 116                | Ben O'Connor (AUS)           | 25.                |
| 117                | Rasmus Tiller (NOR)          | 130.               |
| 118                | Jacobus Venter (RSA)         | 129.               |

| Team Ineos INS | Team Ineos INS           | Team Ineos INS |
| -------------- | ------------------------ | -------------- |
| Num            | Ciclista                 | Pos            |
| 121            | Wout Poels (NED)         | 34.            |
| 122            | David de la Cruz (ESP)   | 66.            |
| 123            | Owain Doull (GBR)        | 70.            |
| 124            | Tao Geoghegan Hart (GBR) | 20.            |
| 125            | Sebastián Henao (COL)    | 39.            |
| 126            | Vasil Kiryienka (BLR)    | DNF-18         |
| 127            | Salvatore Puccio (ITA)   | 89.            |
| 128            | Ian Stannard (GBR)       | 106.           |

| Team Jumbo-Visma TJV | Team Jumbo-Visma TJV    | Team Jumbo-Visma TJV |
| -------------------- | ----------------------- | -------------------- |
| Num                  | Ciclista                | Pos                  |
| 131                  | Primož Roglič (SLO)     | 1.                   |
| 132                  | George Bennett (NZL)    | 33.                  |
| 133                  | Robert Gesink (NED)     | 27.                  |
| 134                  | Lennard Hofstede (NED)  | 152.                 |
| 135                  | Steven Kruijswijk (NED) | DNF-4                |
| 136                  | Sepp Kuss (USA)         | 29.                  |
| 137                  | Tony Martin (GER)       | DNF-19               |
| 138                  | Neilson Powless (USA)   | 31.                  |

| Katusha-Alpecin TKA | Katusha-Alpecin TKA        | Katusha-Alpecin TKA |
| ------------------- | -------------------------- | ------------------- |
| Num                 | Ciclista                   | Pos                 |
| 141                 | Daniel Navarro (ESP)       | 40.                 |
| 142                 | Enrico Battaglin (ITA)     | 113.                |
| 143                 | Steff Cras (BEL)           | 76.                 |
| 144                 | Matteo Fabbro (ITA)        | 54.                 |
| 145                 | Ruben Guerreiro (POR)      | 17.                 |
| 146                 | Pavel Kochetkov (RUS)      | 98.                 |
| 147                 | Viacheslav Kuznetsov (RUS) | 138.                |
| 148                 | Willie Smit (RSA)          | 118.                |

| Team Sunweb SUN | Team Sunweb SUN       | Team Sunweb SUN |
| --------------- | --------------------- | --------------- |
| Num             | Ciclista              | Pos             |
| 151             | Wilco Kelderman (NED) | 7.              |
| 152             | Nikias Arndt (GER)    | 69.             |
| 153             | Casper Pedersen (DEN) | 103.            |
| 154             | Robert Power (AUS)    | 92.             |
| 155             | Nicolas Roche (IRL)   | DNF-6           |
| 156             | Michael Storer (AUS)  | 99.             |
| 157             | Martijn Tusveld (NED) | 26.             |
| 158             | Max Walscheid (GER)   | 137.            |

| Trek-Segafredo TFS | Trek-Segafredo TFS       | Trek-Segafredo TFS |
| ------------------ | ------------------------ | ------------------ |
| Num                | Ciclista                 | Pos                |
| 161                | Gianluca Brambilla (ITA) | 42.                |
| 162                | John Degenkolb (GER)     | 124.               |
| 163                | Niklas Eg (DEN)          | 37.                |
| 164                | Alex Kirsch (LUX)        | 125.               |
| 165                | Jacopo Mosca (ITA)       | 85.                |
| 166                | Kiel Reijnen (USA)       | 141.               |
| 167                | Peter Stetina (USA)      | 28.                |
| 168                | Edward Theuns (BEL)      | 133.               |

| UAE Team Emirates UAD | UAE Team Emirates UAD       | UAE Team Emirates UAD |
| --------------------- | --------------------------- | --------------------- |
| Num                   | Ciclista                    | Pos                   |
| 171                   | Fabio Aru (ITA)             | NP-13                 |
| 172                   | Valerio Conti (ITA)         | 71.                   |
| 173                   | Fernando Gaviria (COL)      | 147.                  |
| 174                   | Sergio Henao (COL)          | 45.                   |
| 175                   | Marco Marcato (ITA)         | DNF-19                |
| 176                   | Juan Sebastián Molano (COL) | 143.                  |
| 177                   | Tadej Pogačar (SLO)         | 3.                    |
| 178                   | Oliviero Troia (ITA)        | 150.                  |

| Burgos-BH BBH | Burgos-BH BBH        | Burgos-BH BBH |
| ------------- | -------------------- | ------------- |
| Num           | Ciclista             | Pos           |
| 181           | Ángel Madrazo (ESP)  | 119.          |
| 182           | Jetse Bol (NED)      | 104.          |
| 183           | Óscar Cabedo (ESP)   | 116.          |
| 184           | Jorge Cubero (ESP)   | 136.          |
| 185           | Jesús Ezquerra (ESP) | 120.          |
| 186           | Nuno Bico (POR)      | 153.          |
| 187           | Diego Rubio (ESP)    | 146.          |
| 188           | Ricardo Vilela (POR) | 105.          |

| Caja Rural-Seguros RGA CJR | Caja Rural-Seguros RGA CJR      | Caja Rural-Seguros RGA CJR |
| -------------------------- | ------------------------------- | -------------------------- |
| Num                        | Ciclista                        | Pos                        |
| 191                        | Serguei Chernetski (RUS)        | 111.                       |
| 192                        | Jon Aberasturi (ESP)            | 140.                       |
| 193                        | Alex Aranburu (ESP)             | 94.                        |
| 194                        | Domingos Gonçalves (POR)        | NP-14                      |
| 195                        | Jonathan Lastra (ESP)           | 101.                       |
| 196                        | Sergio Pardilla (ESP)           | 88.                        |
| 197                        | Cristián Rodríguez (ESP)        | 50.                        |
| 198                        | Gonzalo Serrano Rodríguez (ESP) | 135.                       |

| Cofidis, Solutions Crédits COF | Cofidis, Solutions Crédits COF | Cofidis, Solutions Crédits COF |
| ------------------------------ | ------------------------------ | ------------------------------ |
| Num                            | Ciclista                       | Pos                            |
| 201                            | Jesús Herrada (ESP)            | NP-17                          |
| 202                            | Darwin Atapuma (COL)           | 61.                            |
| 203                            | Nicolas Edet (FRA)             | 18.                            |
| 204                            | Jesper Hansen (DEN)            | DNF-15                         |
| 205                            | José Herrada (ESP)             | 75.                            |
| 206                            | Luis Ángel Maté (ESP)          | 102.                           |
| 207                            | Stéphane Rossetto (FRA)        | 127.                           |
| 208                            | Damien Touzé (FRA)             | 108.                           |

| Euskadi Basque Country-Murias EUS | Euskadi Basque Country-Murias EUS  | Euskadi Basque Country-Murias EUS |
| --------------------------------- | ---------------------------------- | --------------------------------- |
| Num                               | Ciclista                           | Pos                               |
| 211                               | Óscar Rodríguez Garaicoechea (ESP) | 22.                               |
| 212                               | Aritz Bagües (ESP)                 | 117.                              |
| 213                               | Fernando Barceló (ESP)             | 95.                               |
| 214                               | Cyril Barthe (FRA)                 | 86.                               |
| 215                               | Mikel Bizkarra (ESP)               | 48.                               |
| 216                               | Mikel Iturria (ESP)                | 87.                               |
| 217                               | Sergio Samitier (ESP)              | 82.                               |
| 218                               | Héctor Benito Sáez (ESP)           | 112.                              |

| Movistar Team MOV | Movistar Team MOV        | Movistar Team MOV |
| ----------------- | ------------------------ | ----------------- |
| Num               | Ciclista                 | Pos               |
| 1                 | Alejandro Valverde (ESP) | 2.                |
| 2                 | Jorge Arcas (ESP)        | 93.               |
| 3                 | José Joaquín Rojas (ESP) | 30.               |
| 4                 | Imanol Erviti (ESP)      | 64.               |
| 5                 | Nelson Oliveira (POR)    | 46.               |
| 6                 | Antonio Pedrero (ESP)    | 43.               |
| 7                 | Nairo Quintana (COL)     | 4.                |
| 8                 | Marc Soler (ESP)         | 9.                |

| AG2R La Mondiale ALM | AG2R La Mondiale ALM    | AG2R La Mondiale ALM |
| -------------------- | ----------------------- | -------------------- |
| Num                  | Ciclista                | Pos                  |
| 11                   | Pierre Latour (FRA)     | 35.                  |
| 12                   | François Bidard (FRA)   | 24.                  |
| 13                   | Geoffrey Bouchard (FRA) | 47.                  |
| 14                   | Clément Chevrier (FRA)  | 59.                  |
| 15                   | Silvan Dillier (SUI)    | 72.                  |
| 16                   | Dorian Godon (FRA)      | 77.                  |
| 17                   | Quentin Jauregui (FRA)  | 81.                  |
| 18                   | Clément Venturini (FRA) | 90.                  |

| Astana AST | Astana AST               | Astana AST |
| ---------- | ------------------------ | ---------- |
| Num        | Ciclista                 | Pos        |
| 21         | Miguel Ángel López (COL) | 5.         |
| 22         | Manuele Boaro (ITA)      | 128.       |
| 23         | Dario Cataldo (ITA)      | 68.        |
| 24         | Omar Fraile (ESP)        | 79.        |
| 25         | Jakob Fuglsang (DEN)     | 13.        |
| 26         | Gorka Izagirre (ESP)     | 53.        |
| 27         | Ion Izagirre (ESP)       | 16.        |
| 28         | Luis León Sánchez (ESP)  | 23.        |

| Bahrain-Merida TBM | Bahrain-Merida TBM        | Bahrain-Merida TBM |
| ------------------ | ------------------------- | ------------------ |
| Num                | Ciclista                  | Pos                |
| 31                 | Mark Padun (UKR)          | 84.                |
| 32                 | Yukiya Arashiro (JPN)     | 110.               |
| 33                 | Phil Bauhaus (GER)        | DNF-9              |
| 34                 | Heinrich Haussler (AUS)   | 132.               |
| 35                 | Domen Novak (SLO)         | 123.               |
| 36                 | Hermann Pernsteiner (AUT) | 15.                |
| 37                 | Luka Pibernik (SLO)       | 109.               |
| 38                 | Dylan Teuns (BEL)         | 12.                |

| Bora-Hansgrohe BOH | Bora-Hansgrohe BOH        | Bora-Hansgrohe BOH |
| ------------------ | ------------------------- | ------------------ |
| Num                | Ciclista                  | Pos                |
| 41                 | Rafał Majka (POL)         | 6.                 |
| 42                 | Shane Archbold (NZL)      | 151.               |
| 43                 | Sam Bennett (IRL)         | 134.               |
| 44                 | Jean-Pierre Drucker (LUX) | NP-20              |
| 45                 | Davide Formolo (ITA)      | NP-7               |
| 46                 | Felix Großschartner (AUT) | 36.                |
| 47                 | Gregor Mühlberger (AUT)   | DNF-5              |
| 48                 | Paweł Poljański (POL)     | 57.                |

| CCC Team CCC | CCC Team CCC               | CCC Team CCC |
| ------------ | -------------------------- | ------------ |
| Num          | Ciclista                   | Pos          |
| 51           | Víctor de la Parte (ESP)   | DNF-6        |
| 52           | William Barta (USA)        | 131.         |
| 53           | Paweł Bernas (POL)         | 149.         |
| 54           | Patrick Bevin (NZL)        | NP-15        |
| 55           | Jonas Koch (GER)           | 60.          |
| 56           | Szymon Sajnok (POL)        | 142.         |
| 57           | Nathan Van Hooydonck (BEL) | 114.         |
| 58           | Francisco Ventoso (ESP)    | 97.          |

| Deceuninck-Quick Step DQT | Deceuninck-Quick Step DQT | Deceuninck-Quick Step DQT |
| ------------------------- | ------------------------- | ------------------------- |
| Num                       | Ciclista                  | Pos                       |
| 61                        | Philippe Gilbert (BEL)    | 32.                       |
| 62                        | Eros Capecchi (ITA)       | 121.                      |
| 63                        | Rémi Cavagna (FRA)        | 52.                       |
| 64                        | Tim Declercq (BEL)        | 78.                       |
| 65                        | Fabio Jakobsen (NED)      | 145.                      |
| 66                        | James Knox (GBR)          | 11.                       |
| 67                        | Maximiliano Richeze (ARG) | 148.                      |
| 68                        | Zdeněk Štybar (CZE)       | 55.                       |

| EF Education First EF1 | EF Education First EF1       | EF Education First EF1 |
| ---------------------- | ---------------------------- | ---------------------- |
| Num                    | Ciclista                     | Pos                    |
| 71                     | Rigoberto Urán (COL)         | DNF-6                  |
| 72                     | Hugh Carthy (GBR)            | DNF-6                  |
| 73                     | Lawson Craddock (USA)        | 58.                    |
| 74                     | Mitchell Docker (AUS)        | 122.                   |
| 75                     | Sergio Higuita (COL)         | 14.                    |
| 76                     | Daniel Felipe Martínez (COL) | 41.                    |
| 77                     | Logan Owen (USA)             | 126.                   |
| 78                     | Tejay van Garderen (USA)     | DNF-7                  |

| Groupama-FDJ GFC | Groupama-FDJ GFC        | Groupama-FDJ GFC |
| ---------------- | ----------------------- | ---------------- |
| Num              | Ciclista                | Pos              |
| 81               | Marc Sarreau (FRA)      | 139.             |
| 82               | Bruno Armirail (FRA)    | 91.              |
| 83               | Mickaël Delage (FRA)    | DNF-3            |
| 84               | Kilian Frankiny (SUI)   | 21.              |
| 85               | Tobias Ludvigsson (SWE) | 44.              |
| 86               | Steve Morabito (SUI)    | 67.              |
| 87               | Romain Seigle (FRA)     | 80.              |
| 88               | Benjamin Thomas (FRA)   | NP-12            |

| Lotto-Soudal LTS | Lotto-Soudal LTS         | Lotto-Soudal LTS |
| ---------------- | ------------------------ | ---------------- |
| Num              | Ciclista                 | Pos              |
| 91               | Thomas De Gendt (BEL)    | 56.              |
| 92               | Sander Armée (BEL)       | 73.              |
| 93               | Carl Fredrik Hagen (NOR) | 8.               |
| 94               | Tomasz Marczyński (POL)  | 74.              |
| 95               | Tosh Van der Sande (BEL) | 65.              |
| 96               | Brian van Goethem (NED)  | DNF-15           |
| 97               | Harm Vanhoucke (BEL)     | 115.             |
| 98               | Jelle Wallays (BEL)      | 144.             |

| Mitchelton-Scott MTS | Mitchelton-Scott MTS | Mitchelton-Scott MTS |
| -------------------- | -------------------- | -------------------- |
| Num                  | Ciclista             | Pos                  |
| 101                  | Esteban Chaves (COL) | 19.                  |
| 102                  | Sam Bewley (NZL)     | 100.                 |
| 103                  | Tsgabu Grmay (ETH)   | 62.                  |
| 104                  | Damien Howson (AUS)  | 49.                  |
| 105                  | Luka Mezgec (SLO)    | DNF-14               |
| 106                  | Mikel Nieve (ESP)    | 10.                  |
| 107                  | Nick Schultz (AUS)   | 63.                  |
| 108                  | Dion Smith (NZL)     | 83.                  |

| Dimension Data TDD | Dimension Data TDD           | Dimension Data TDD |
| ------------------ | ---------------------------- | ------------------ |
| Num                | Ciclista                     | Pos                |
| 111                | Louis Meintjes (RSA)         | 51.                |
| 112                | Nicholas Dlamini (RSA)       | 107.               |
| 113                | Amanuel Gebrezgabihier (ERI) | DNF-18             |
| 114                | Edvald Boasson Hagen (NOR)   | 96.                |
| 115                | Benjamin King (USA)          | 38.                |
| 116                | Ben O'Connor (AUS)           | 25.                |
| 117                | Rasmus Tiller (NOR)          | 130.               |
| 118                | Jacobus Venter (RSA)         | 129.               |

| Team Ineos INS | Team Ineos INS           | Team Ineos INS |
| -------------- | ------------------------ | -------------- |
| Num            | Ciclista                 | Pos            |
| 121            | Wout Poels (NED)         | 34.            |
| 122            | David de la Cruz (ESP)   | 66.            |
| 123            | Owain Doull (GBR)        | 70.            |
| 124            | Tao Geoghegan Hart (GBR) | 20.            |
| 125            | Sebastián Henao (COL)    | 39.            |
| 126            | Vasil Kiryienka (BLR)    | DNF-18         |
| 127            | Salvatore Puccio (ITA)   | 89.            |
| 128            | Ian Stannard (GBR)       | 106.           |

| Team Jumbo-Visma TJV | Team Jumbo-Visma TJV    | Team Jumbo-Visma TJV |
| -------------------- | ----------------------- | -------------------- |
| Num                  | Ciclista                | Pos                  |
| 131                  | Primož Roglič (SLO)     | 1.                   |
| 132                  | George Bennett (NZL)    | 33.                  |
| 133                  | Robert Gesink (NED)     | 27.                  |
| 134                  | Lennard Hofstede (NED)  | 152.                 |
| 135                  | Steven Kruijswijk (NED) | DNF-4                |
| 136                  | Sepp Kuss (USA)         | 29.                  |
| 137                  | Tony Martin (GER)       | DNF-19               |
| 138                  | Neilson Powless (USA)   | 31.                  |

| Katusha-Alpecin TKA | Katusha-Alpecin TKA        | Katusha-Alpecin TKA |
| ------------------- | -------------------------- | ------------------- |
| Num                 | Ciclista                   | Pos                 |
| 141                 | Daniel Navarro (ESP)       | 40.                 |
| 142                 | Enrico Battaglin (ITA)     | 113.                |
| 143                 | Steff Cras (BEL)           | 76.                 |
| 144                 | Matteo Fabbro (ITA)        | 54.                 |
| 145                 | Ruben Guerreiro (POR)      | 17.                 |
| 146                 | Pavel Kochetkov (RUS)      | 98.                 |
| 147                 | Viacheslav Kuznetsov (RUS) | 138.                |
| 148                 | Willie Smit (RSA)          | 118.                |

| Team Sunweb SUN | Team Sunweb SUN       | Team Sunweb SUN |
| --------------- | --------------------- | --------------- |
| Num             | Ciclista              | Pos             |
| 151             | Wilco Kelderman (NED) | 7.              |
| 152             | Nikias Arndt (GER)    | 69.             |
| 153             | Casper Pedersen (DEN) | 103.            |
| 154             | Robert Power (AUS)    | 92.             |
| 155             | Nicolas Roche (IRL)   | DNF-6           |
| 156             | Michael Storer (AUS)  | 99.             |
| 157             | Martijn Tusveld (NED) | 26.             |
| 158             | Max Walscheid (GER)   | 137.            |

| Trek-Segafredo TFS | Trek-Segafredo TFS       | Trek-Segafredo TFS |
| ------------------ | ------------------------ | ------------------ |
| Num                | Ciclista                 | Pos                |
| 161                | Gianluca Brambilla (ITA) | 42.                |
| 162                | John Degenkolb (GER)     | 124.               |
| 163                | Niklas Eg (DEN)          | 37.                |
| 164                | Alex Kirsch (LUX)        | 125.               |
| 165                | Jacopo Mosca (ITA)       | 85.                |
| 166                | Kiel Reijnen (USA)       | 141.               |
| 167                | Peter Stetina (USA)      | 28.                |
| 168                | Edward Theuns (BEL)      | 133.               |

| UAE Team Emirates UAD | UAE Team Emirates UAD       | UAE Team Emirates UAD |
| --------------------- | --------------------------- | --------------------- |
| Num                   | Ciclista                    | Pos                   |
| 171                   | Fabio Aru (ITA)             | NP-13                 |
| 172                   | Valerio Conti (ITA)         | 71.                   |
| 173                   | Fernando Gaviria (COL)      | 147.                  |
| 174                   | Sergio Henao (COL)          | 45.                   |
| 175                   | Marco Marcato (ITA)         | DNF-19                |
| 176                   | Juan Sebastián Molano (COL) | 143.                  |
| 177                   | Tadej Pogačar (SLO)         | 3.                    |
| 178                   | Oliviero Troia (ITA)        | 150.                  |

| Burgos-BH BBH | Burgos-BH BBH        | Burgos-BH BBH |
| ------------- | -------------------- | ------------- |
| Num           | Ciclista             | Pos           |
| 181           | Ángel Madrazo (ESP)  | 119.          |
| 182           | Jetse Bol (NED)      | 104.          |
| 183           | Óscar Cabedo (ESP)   | 116.          |
| 184           | Jorge Cubero (ESP)   | 136.          |
| 185           | Jesús Ezquerra (ESP) | 120.          |
| 186           | Nuno Bico (POR)      | 153.          |
| 187           | Diego Rubio (ESP)    | 146.          |
| 188           | Ricardo Vilela (POR) | 105.          |

| Caja Rural-Seguros RGA CJR | Caja Rural-Seguros RGA CJR      | Caja Rural-Seguros RGA CJR |
| -------------------------- | ------------------------------- | -------------------------- |
| Num                        | Ciclista                        | Pos                        |
| 191                        | Serguei Chernetski (RUS)        | 111.                       |
| 192                        | Jon Aberasturi (ESP)            | 140.                       |
| 193                        | Alex Aranburu (ESP)             | 94.                        |
| 194                        | Domingos Gonçalves (POR)        | NP-14                      |
| 195                        | Jonathan Lastra (ESP)           | 101.                       |
| 196                        | Sergio Pardilla (ESP)           | 88.                        |
| 197                        | Cristián Rodríguez (ESP)        | 50.                        |
| 198                        | Gonzalo Serrano Rodríguez (ESP) | 135.                       |

| Cofidis, Solutions Crédits COF | Cofidis, Solutions Crédits COF | Cofidis, Solutions Crédits COF |
| ------------------------------ | ------------------------------ | ------------------------------ |
| Num                            | Ciclista                       | Pos                            |
| 201                            | Jesús Herrada (ESP)            | NP-17                          |
| 202                            | Darwin Atapuma (COL)           | 61.                            |
| 203                            | Nicolas Edet (FRA)             | 18.                            |
| 204                            | Jesper Hansen (DEN)            | DNF-15                         |
| 205                            | José Herrada (ESP)             | 75.                            |
| 206                            | Luis Ángel Maté (ESP)          | 102.                           |
| 207                            | Stéphane Rossetto (FRA)        | 127.                           |
| 208                            | Damien Touzé (FRA)             | 108.                           |

| Euskadi Basque Country-Murias EUS | Euskadi Basque Country-Murias EUS  | Euskadi Basque Country-Murias EUS |
| --------------------------------- | ---------------------------------- | --------------------------------- |
| Num                               | Ciclista                           | Pos                               |
| 211                               | Óscar Rodríguez Garaicoechea (ESP) | 22.                               |
| 212                               | Aritz Bagües (ESP)                 | 117.                              |
| 213                               | Fernando Barceló (ESP)             | 95.                               |
| 214                               | Cyril Barthe (FRA)                 | 86.                               |
| 215                               | Mikel Bizkarra (ESP)               | 48.                               |
| 216                               | Mikel Iturria (ESP)                | 87.                               |
| 217                               | Sergio Samitier (ESP)              | 82.                               |
| 218                               | Héctor Benito Sáez (ESP)           | 112.                              |

"Convenções:
- AB-N: Abandono na etapa N
- FLT-N: Retiro por chegada fora do limite de tempo na etapa N
- NTS-N: Não tomou a saída para a etapa N
- DES-N: Desclassificado ou expulsado na etapa N

## UCI World Ranking
A Volta a Espanha outorga pontos para o UCI World Ranking para corredores das equipas nas categorias UCI World Team e Profissional Continental. As seguintes tabelas mostram o barómetro de pontuação e os 10 corredores que obtiveram mais pontos:
| Posição             | 1.º | 2.º | 3.º | 4.º | 5.º | 6.º | 7.º | 8.º | 9.º | 10.º | 11.º | 12.º | 13.º | 14.º | 15.º | 16.º | 17.º | 18.º | 19.º | 20.º | 21.º-25.º | 26.º-30.º | 31.º-40.º | 41.º-50.º | 51.º-55.º | 56.º-60.º |
| Classificação geral | 850 | 680 | 575 | 460 | 380 | 320 | 260 | 220 | 180 | 140  | 120  | 100  | 84   | 68   | 60   | 56   | 52   | 48   | 44   | 40   | 32        | 24        | 20        | 16        | 12        | 8         |
| Por etapa           | 100 | 40  | 20  | 12  | 4   |     |     |     |     |      |      |      |      |      |      |      |      |      |      |      |           |           |           |           |           |           |
| Líder               | 20  |     |     |     |     |     |     |     |     |      |      |      |      |      |      |      |      |      |      |      |           |           |           |           |           |           |

| Classificação |          |        |       |       |       |       |
| Posição       | Ciclista | Equipa | Geral | Etapa | Líder | Total |
| ------------- | -------- | ------ | ----- | ----- | ----- | ----- |
| 1.º           |          |        | 850   |       |       |       |
| 2.º           |          |        | 680   |       |       |       |
| 3.º           |          |        | 575   |       |       |       |
| 4.º           |          |        | 460   |       |       |       |
| 5.º           |          |        | 380   |       |       |       |
| 6.º           |          |        | 320   |       |       |       |
| 7.º           |          |        | 260   |       |       |       |
| 8.º           |          |        | 220   |       |       |       |
| 9.º           |          |        | 180   |       |       |       |
| 10.º          |          |        | 140   |       |       |       |